# Maria Elżbieta Hesselblad
Maria Elżbieta Hesselblad, właśc. Mary Elizabeth Hesselblad (ur. 4 czerwca 1870 w Fåglaviku w Szwecji, zm. 24 kwietnia 1957 w Rzymie) – szwedzka brygidka (O.SS.S), założycielka Zakonu Najświętszego Zbawiciela Świętej Brygidy w Rzymie, święta Kościoła rzymskokatolickiego.

## Życiorys
Urodziła się w luterańskiej rodzinie. Była piątym z trzynaściorga dzieci rodziców: Augusta Roberta Hesselblad i Cajsy Pettesdotter Dag. Mając 18 lat wyemigrowała do Stanów Zjednoczonych. Pracowała jako pielęgniarka w szpitalu na Manhattanie. Za sprawą jezuity J. G. Hagena (1847-1930) nawróciła się na katolicyzm i w 1904 r. udała się do Rzymu. 25 marca tegoż roku, dzięki pozwoleniu papieża Piusa X, przywdziała habit i osiedliła się w domu św. Brygidy Szwedzkiej tymczasowo zajmowanym przez karmelitanki.
W 1911 r. założyła nowe odgałęzienie zakonu brygidek w Rzymie, Zakon Najświętszego Zbawiciela Świętej Brygidy. W czasie II wojny światowej uratowała życie wielu Żydom i innym prześladowanym przez Niemców, zapewniając im schronienie.
Zmarła mając 86 lat w opinii świętości.
Została beatyfikowana przez papieża Jana Pawła II 9 kwietnia 2000 r. W 2004 r. instytut Jad Waszem uhonorował ją tytułem Sprawiedliwy wśród Narodów Świata za pomoc Żydom podczas II wojny światowej.
14 grudnia 2015 r. papież Franciszek wydał dekret o kanonizacji błogosławionej Marii Elżbiety Hesselblad. Data kanonizacji błogosławionej została ogłoszona na konsystorzu, który odbył się 15 marca 2016 r. Tego dnia papież Franciszek spotkał się z kardynałami ze świata i wyznaczył na dzień 5 czerwca 2016 r. kanonizację bł. Marii Elżbiety Hesselblad.  
5 czerwca 2016 r., podczas uroczystej eucharystii na placu Świętego Piotra, bł. Maria Elżbieta razem z bł. Stanisławem Papczyńskim została przez papieża Franciszka włączona w poczet świętych Kościoła katolickiego.